# Apororhynchus
Genre
Apororhynchus est l'unique genre de la famille des Apororhynchidae elle-même unique famille de l'ordre des Apororhynchida. Les espèces de ce genre sont de microscopiques parasites, à l’état adulte, du tube digestif des oiseaux.

## Systématique
Ce genre a été initialement nommé Arhynchus par Arthur Everett Shipley en 1896. Toutefois il dut le renommer en Apororhynchus après que Charles Wardell Stiles et Albert Hassall (d) lui ont fait remarquer que ce genre était déjà employé pour décrire des scarabées (Arhynchus Dejean, 1834).

## Description
Corps de petite taille, de forme générale sub-conique, légèrement incurvé ventralement. Cuticule fine, contenant de nombreux noyaux géants amoeboïdes. Canaux principaux du système lacunaire dorsal et ventral unis par des anastomoses transversales.
Proboscis gros et globuleux, ne s’invaginant que dans sa partie antérieure, armé de très fines épines logées dans des dépressions cuticulaires, de telle sorte que la pointe de l’épine n’affleure pas hors de ces « puits ». Ces épines sont disposées selon des spires nombreuses. Pas de réceptacle. Le ganglion cérébroïde est situé dans le proboscis, en position subcentrale. Deux lemnisci beaucoup plus longs que le corps et donc très sinueux, possédant un gros canal central, contenant de nombreux noyaux géants sphéroïdaux.
Cou absent ou très réduit. Tronc sub-conique, s’amenuisant vers l’arrière. Pore génital terminal dans les deux sexes.
Testicules ovoïdes en position très antérieure. Canal éjaculateur présentant deux culs-de-sac latéraux (restes des protonéphridies). Huit glandes cémentaires piriformes, possédant chacune un gros noyau spheroidal et un vaste acinus. Organe de Saefftigen volumineux. Sac ligamentaire des femelles, persistant, unique en avant, divisé en deux diverticules dorsal et ventral en arrière. Embryophores à trois coques concentriques, l’externe étant épaisse et témoignant d’un cycle terrestre.

## Liste d'espèces
Selon ITIS (23 avril 2020) :
- Apororhynchus aculeatus Meyer, 1931
- Apororhynchus amphistomi Byrd & Denton, 1949
- Apororhynchus bivolucrus Das, 1950
- Apororhynchus chauhani Sen, 1975
- Apororhynchus hemignathi (Shipley, 1896)
- Apororhynchus paulonucleatus Hokhlova & Cimbaluk, 1971
- Apororhynchus silesiacus Okulewicz & Maruszewski, 1980

## Publications originales
- (en) Arthur E. Shipley, « Note. Arhynchus hemignathi », Quarterly journal of microscopical science, Londres, Clarendon Press et inconnu, vol. 42,‎ juillet 1899, p. 361 (ISSN 0370-2952, OCLC 1763236, lire en ligne).
- (en) Arthur E. Shipley, « On Arhynchus hemignathi, a new genus of Acanthocephala », Quarterly journal of microscopical science, Londres, Clarendon Press et inconnu, vol. 39, no 2,‎ 1896, p. 207-218 (ISSN 0370-2952, OCLC 1763236, lire en ligne).